# Mount Pelion East
Der Mount Pelion East ist ein Berg im Zentrum des australischen Bundesstaates Tasmanien. Er liegt am Ostrand des Cradle-Mountain-Lake-St.-Clair-Nationalparks und ist mit 1.446 Meter Höhe der sechzehnthöchste Gipfel in Tasmanien, wenig höher als die bekanntere Frenchmans Cap. Anders als der Mount Pelion West ist der Mount Pelion East kein massiver Berg, sondern besitzt die Form eines Spitztürmchens, die auf massive Gletschererosion vor Tausenden von Jahren zurückzuführen ist.

## Lage
Im Westen liegt der Mount Pelion West, im Norden der Lake Ayr, im Osten der Curate Bluff, Teil der Cathedral Mountain Range und im Süden der Mount Massif. Der Berg besteht aus Diabas und die unteren Hänge sind mit niedrigem Gestrüpp (Scoparia) bedeckt. Etwa einen Kilometer vom Gipfel entfernt verläuft der Overland Track; der Abzweig liegt etwa in der Mitte zwischen der Pelion Hut und der Kia Ora Hut.

## Zugang
Den Berg kann man hauptsächlich während der Hauptsaison (November–April) über den Overland Track vom Cradle Mountain aus erreichen. In dieser Zeit ist die Benutzung des Wanderweges nur von Norden nach Süden gestattet, muss gebucht werden und ist gebührenpflichtig. In der Nebensaison ist auch der Zugang von Süden her, vom Lake St. Clair aus, möglich. Zwei weitere Zugangsmöglichkeiten sind die Kombination des Arm River Track mit dem Innes Track, der am Lake Ayr vorbeiführt und in den Pelion Plains auf den Overland Track trifft, sowie die Variante vom Overland Track durch die Pelion Gap (1.126 Meter).